# 프리드리히 베셀
프리드리히 빌헬름 베셀 (Friedrich Wilhelm Bessel, 1784년 7월 22일 ~ 1846년 3월 17일) 은 독일의 천문학자이자 수학자로, 민덴 (Minden)에서 출생하였다. 별 목록을 만들었으며 천왕성 바깥에 행성이 있음을 예언했다. 또한 태양 중심 우주 체계에서 요하네스 케플러의 법칙을 포함하는 수학적 함수를 체계화시켰다. 나아가 쾨니히스베르크 천문대에서 처음으로 별의 연주시차를 측정하여 태양을 뺀 다른 별까지의 거리를 정확하게 구했다. 이것으로 베셀은 우주와 광막한 규모와 지구가 공전함을 증명해 천문학적 사건의 커다란 의미가 있었다.